# 어느날 갑자기 네 번째 이야기 - 죽음의 숲
《어느날 갑자기 네 번째 이야기 - 죽음의 숲》은 2006년에 개봉한 대한민국의 영화이다. 어느날 갑자기 시리즈 중 네 번째 이야기다.

## 캐스팅
- 이종혁 : 정우진 역
- 소이현 : 김정아 역
- 김영준 : 정승헌 역
- 최성민 : 이준후 역
- 이예원 : 오세은 역
- 박충선 : 사냥꾼 역
- 김혜선 : 김선아 역 (우정출연)
- 오정원 : 사냥꾼 아내 역
- 김선혜 : 사냥꾼 첫째 딸 역
- 박세영 : 사냥꾼 둘째 딸 역
- 정수현 : 사냥꾼 막내 딸 역
- 김용대 : 싸이코 살인마 역
- 최아람 : 싸이코 살인마 역
- 김정민 : 싸이코 살인마 역